# Deflexión
En general, el término deflexión hace referencia a la "desviación de la dirección de una corriente". De un modo específico, el término deflexión se utiliza en física, análisis estructural, botánica, automovilística y armamentística para describir cuatro fenómenos diferentes. 

## Física
En física, la deflexión se produce cuando un objeto colisiona y rebota contra una superficie o por efecto de un campo eléctrico o magnético.

## Análisis estructural

Deflexión (f) en análisis estructural.

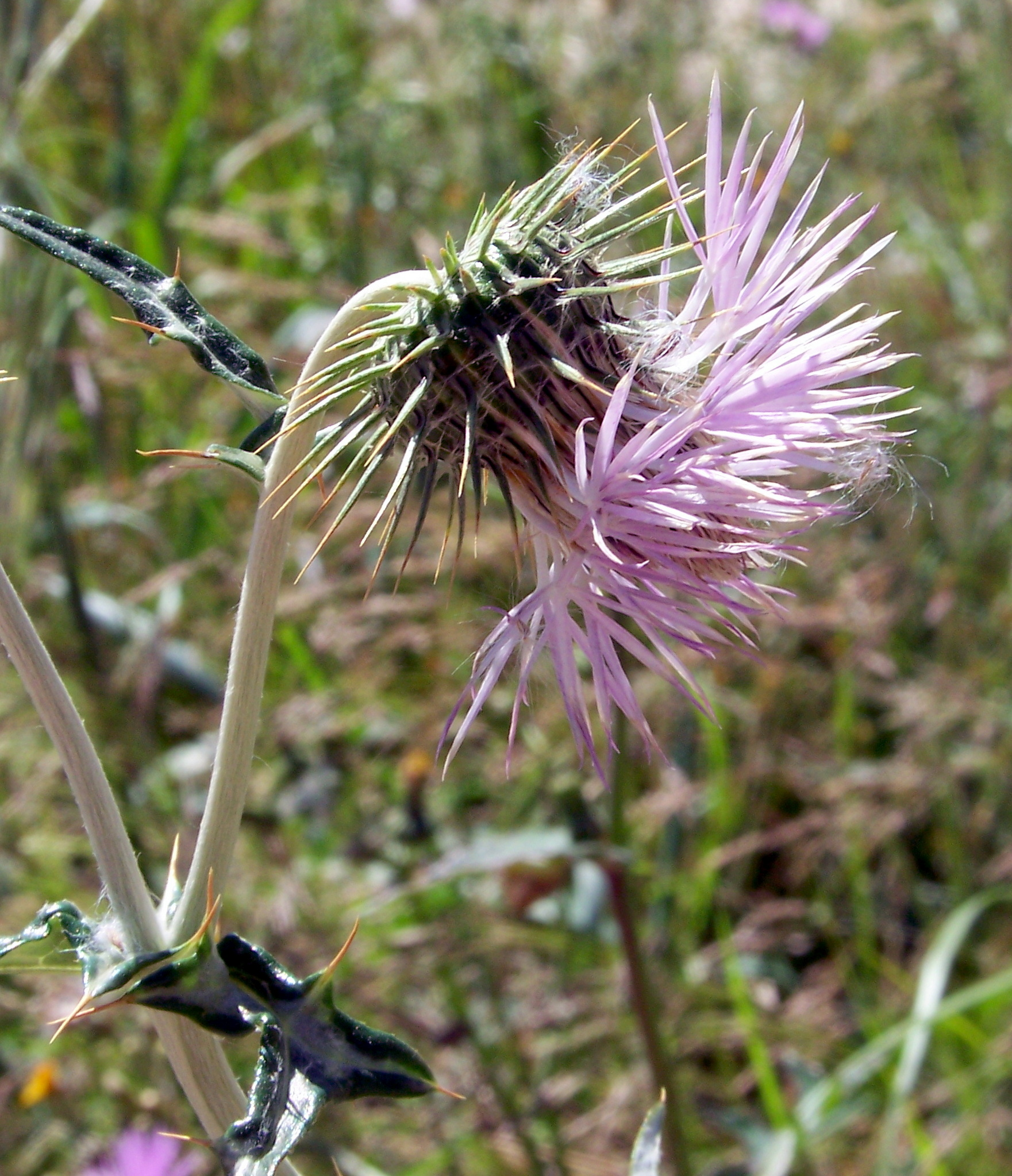
Inflorescencia deflexa en Galactites elegans (Compositae).

En análisis estructural, la deflexión hace referencia al grado en el que un elemento estructural se deforma bajo la aplicación de una fuerza.

## Botánica
En botánica la deflexión se refiere al carácter torcido hacia abajo de un órgano, o conjunto de órganos. Por ejemplo, una flor, o inflorescencia  deflexa  tiene su pedúnculo torcido, de tal manera que se queda péndula.

## Psicología
Melanie Klein se refiere a la deflexión del yo, cuando este se encuentra enfrentado a la ansiedad que produce el instinto de muerte (Thanatos). El deflector usa la energía para evitar centrarse en sí mismo; un ejemplo de Salama y Villareal es cuando se habla a un auditorio de mediana educación con términos difíciles que no están a su alcance.